# She Bangs
"She Bangs" är en låt av Ricky Martin. Låten gavs ut som singel 2000 och är med på albumet Sound Loaded, utgivet samma år. Låten är en salsainfluerad uptempolåt med en tvetydig text som handlar om en kärleksaffär med en kvinna.
Desmond Child, som också var med och skrev Martins hitlåt "Livin' la vida Loca", var delaktig i låtskrivandet. En annan delaktig var Draco Rosa från Ricky Martins tidigare grupp Menudo. Låten producerades av Rosa och Walter Afanasieff; Afanasieff hade föregående år vunnit en Grammy Award för produktionen av Celine Dions "My Heart Will Go On".
Albumet Sound Loaded var uppföljaren till Ricky Martins genombrottsalbum Ricky Martin, och "She Bangs" släpptes till radiostationerna som den första singel från albumet. Vid den tiden, runt år 2000, hade huvudlistorna Billboard Hot 100 och Hot Latin Songs delats upp i olika underlistor, och på flera av dem blev låten en hit. Låten debuterade på Hot 100 och andra listor den 7 oktober 2000, och nådde sina högsta placeringar under november-december samma år, och i januari 2001.

## Musikvideo
Musikvideon spelades in i mitten av augusti år 2000 och regisserades av Wayne Isham. Musikvideon uppmärksammades i och var ämnet för ett avsnitt i den tredje säsongen av MTV:s dokumentärserie Making the Video, ett program om inspelningen av musikvideor. Videon sändes första gången i september år 2000, och blev en MTV-hit. Channing Tatum medverkade som bakgrundsdansare.

## Listframgångar
"She Bangs" nådde tolfteplatsen på Billboard Hot 100, och den spanskspråkiga versionen toppade Hot Latin Songs i en vecka. Låten toppade även Tropical Songs i fem veckor. Den nådde också andraplatsen på Latin Pop Songs, och åttondeplatsen på Hot 100 Airplay samt Pop Songs. Den nådde också plats tjugoåtta på Adult Pop Songs och trettioförsta plats på Rhythmic Top 40. I december 2000 debuterade remixversionerna på Hot Dance Club Songs, som nådde en tjugosjunde plats som topplacering i januari 2001. Fastän den släpptes före den digitala erans genombrott, såldes 152 000 digitala nedladdningar av låten i USA. I Kanada nådde låten nådde andraplatsen på singellistan. I Storbritannien blev "She Bangs" Ricky Martins näst mest populära låt dittills. Den nådde som högst tredjeplatsen på den brittiska singellistan. I Australien debuterade låten på tredje plats på singellistan och den stannade bland de tio främsta i sex veckor. Den hamnade också bland de fem främsta i Spanien, Nya Zeeland, Finland och Norge, och den toppade listorna i Sverige och Italien. Singeln certifierades med en guldskiva i Sverige, och silver i Storbritannien.

## Priser och utmärkelser
"She Bangs" nominaterades i kategorin bästa manliga popsångare på Grammygalan 2001. Den spanskspråkiga versionen av musikvideon vann priset i kategorin bästa musikvideo i kortformat på Latin Grammy Award 2001, samt ett pris på Lo Nuestro-galan för årets musikvideo. Låten vann också International Dance Music Award i kategorin bästa latinolåt.

## Listor och cerifieringar
| Lista (2000)                      | Högsta placering |
| --------------------------------- | ---------------- |
| Australiens singellista           | 3                |
| Österrikes singellista            | 28               |
| Belgiens singellista (Flandern)   | 21               |
| Belgiens singellista (Vallonien)  | 20               |
| Kanadas singellista               | 2                |
| Danmarks singellista              | 13               |
| Nederländernas singellista        | 20               |
| Finlands officiella lista         | 3                |
| Finlands Top 50                   | 1                |
| Finlands spellista                | 1                |
| Frankrikes singellista            | 36               |
| Tysklands singellista             | 34               |
| Irlands singellista               | 8                |
| Italiens singellista              | 1                |
| Japans Oricon-singellista         | 58               |
| Nya Zeelands singellista          | 2                |
| Norges singellista                | 4                |
| Spaniens singellista              | 2                |
| Sveriges singellista              | 1                |
| Schweiz singellista               | 7                |
| Storbritanniens singellista       | 3                |
| US Billboard Hot 100              | 12               |
| US Billboard Adult Pop Songs      | 24               |
| US Billboard Hot Dance Club Songs | 27               |
| USA:s Billboard Hot Latin Songs   | 1                |
| USA:s Billboard Latin Pop Songs   | 2                |
| USA:s Billboard Tropical Songs    | 1                |
| USA:s Billboard Pop Songs         | 8                |
| USA:s Billboard Rhythmic Top 40   | 30               |

| Lista (2000)             | Högsta placering |
| ------------------------ | ---------------- |
| Australiens singellista  | 19               |
| Nya Zeelands singellista | 50               |
| Sveriges singellista     | 39               |
| Schweiz singellista      | 82               |

| Land           | Certifiering |
| -------------- | ------------ |
| Sverige        | Guld         |
| Storbritannien | Silver       |

## William Hungs tolkning
William Hung som deltog i uttagningarna till American Idol 2003 i San Francisco i september 2003 framförde Ricky Martins låt "She Bangs" i uttagningen. Fastän han inte gick vidare fick hans framförande kultstatus, och han fick ett skivkontrakt med Koch Entertainment, varefter han släppte tre album; det första, Inspiration innehöll Hungs version av "She Bangs".

### Fotnoter
1. ↑  ”Ask Billboard - Viva la 'Vida' singer”. Billboard. Nielsen Business Media, Inc. 28 januari 2011. Arkiverad från originalet den 10 november 2012. https://web.archive.org/web/20121110031926/http://www.billboard.com/column/chartbeat/ask-billboard-what-the-forget-is-going-on-1005015692.story#/column/chartbeat/ask-billboard-what-the-forget-is-going-on-1005015692.story?page=2. Läst 28 januari 2011.
2. 1 2 3 4 5 6 7 8 9 10 11 12  Ricky Martin - "She Bangs". Läst 21 januari 2011.
3. 1 2 3  Billboard Singles. Läst 21 januari 2011.
4. ↑  Nederlandse Top 40. Läst 21 januari 2011.
5. 1 2 3  Pennanen, Timo (2006) (på finska). Sisältää hitin – levyt ja esittäjät Suomen musiikkilistoilla vuodesta 1972 (1st). Helsingfors: Kustannusosakeyhtiö Otava. sid. 205. ISBN 978-951-1-21053-5
6. ↑  Single-Chartverfolgung Arkiverad 3 mars 2016 hämtat från the Wayback Machine.. Läst 21 januari 2011.
7. ↑  The Irish Charts. Läst 21 januari 2011.
8. ↑  Ricky Martin, försäljningssiffror för musiksinglar. Läst 21 januari 2011.
9. ↑  Listas de Afyve Arkiverad 8 juli 2011 hämtat från the Wayback Machine.. Läst 23 januari 2011.
10. ↑  Top 75 Releases. Läst 21 januari 2011.
11. 1 2 3 4 5 6  She Bangs - Ricky Martin. Läst 21 januari 2011.
12. ↑  ”ARIA Charts - End Of Year Charts - Top 100 Singles 2000”. Australian Recording Industry Association. http://aria.com.au/pages/aria-charts-end-of-year-charts-top-100-singles-2000.htm. Läst 19 april 2011.
13. ↑  ”Annual Top 50 Singles Chart 2000”. Recorded Music NZ. Arkiverad från originalet den 7 februari 2005. https://web.archive.org/web/20050207183521/http://rianz.org.nz/rianz/chart_annual.asp. Läst 19 april 2011.
14. ↑  ”Årslista musiksinglar - År 2000”. Grammofon Leverantörernas Förening. Arkiverad från originalet den 13 juli 2015. https://web.archive.org/web/20150713090540/http://www.hitlistan.se/netdata/ghl002.mbr/lista?liid=43&dfom=20000001&newi=0&height=420&platform=Win32&browser=MSIE&navi=no&subframe=Mainframe. Läst 18 april 2011.
15. ↑  ”Swiss Year-end charts 2000”. Hung Medien. http://swisscharts.com/year.asp?key=2000. Läst 19 april 2011.
16. ↑  År 2000. Läst 21 januari 2011.
17. ↑  Certified awards Arkiverad 4 juni 2011 hämtat från the Wayback Machine.. Läst 21 januari 2011.